# Vopsea

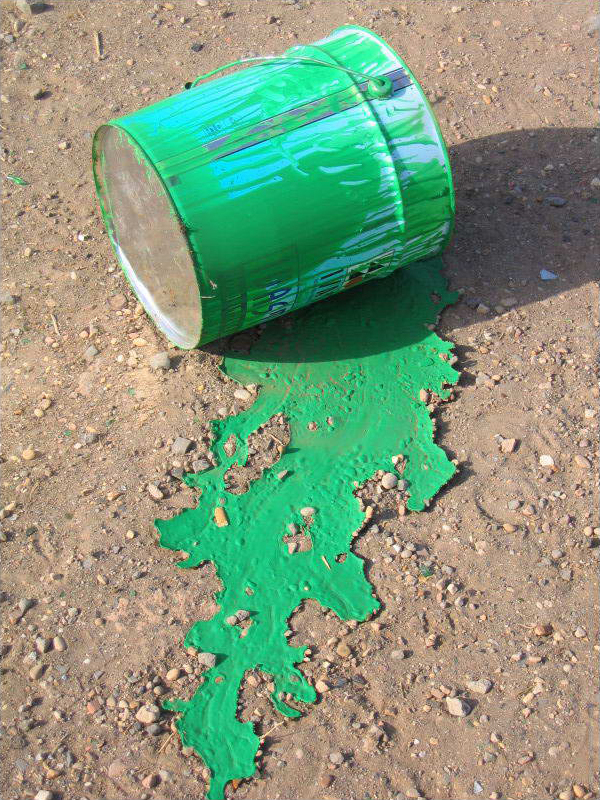
Vopsea verde cursă din recipient

Vopseaua este o suspensie de pigmenți, coloranți, minerali sau organici, dispersați fin într-un liant (firnis, lac, ulei sicativ, apă ș.a.), care după uscare dă o peliculă de rezistență, elasticitate și luciu diferite. Vopselele sunt colorante și acoperitoare, adică au proprietatea de a colora suprafața pe care sunt aplicate, astfel încât aspectul inițial al acesteia să nu mai fie vizibil. Vopseaua este destinată protejării obiectelor de lemn contra putrezirii, a celor de metal contra coroziunii, precum și unor lucrări ornamentale. 
Din substanțele colorante naturale – vopselele minerale – fac parte unele minereuri, argile și soluri de culori intense. Printre acestea se deosebesc ocrul (galben, brun sau roșu), mumia (roșu-aprins), miniul de plumb (roșu-portocaliu), siena, umbra (brună) ș.a. Proprietăți colorante au și gipsul, creta, caolinitul, glauconitul, vivianitul, grafitul, unii cărbuni ș.a.

## Clasificare
Vopselele se pot clasifica în:
- vopsele cu clei – suspensii de pigmenți cu un adaos de clei animal, sunt folosite la vopsirea suprafeței tencuite, cimentate etc.;
- vopsele de ulei – suspensii de pigmenți în firnisuri sau în uleiuri sicative, sunt folosite la vopsirea metalelor și suprafețelor de lemn, iar peliculele formate sunt stabile față de factorii atmosferici;
- vopsele cu lac (de email) – suspensii formate din pigmenți și din lac de ulei (în calitate de liant), sunt folosite la acoperirea suprafețelor metalice și de lemn și se caracterizează prin luciu puternic și stabilitate față de diverși agenți negativi.

Vopseaua ignifugă este un tip special de vopsea ce poate asigura protecția unei suprafețe în caz de incendiu. Vopseaua ignifugă formează un strat termorezistent în condiții de creștere a temperaturii; acest strat acționează ca un izolator crescând rezistența materialului. Reacția la foc conduce la obținerea unei mase spumoase perfect izolatoare și necombustibile care întârzie răspândirea căldurii.

## Istoric

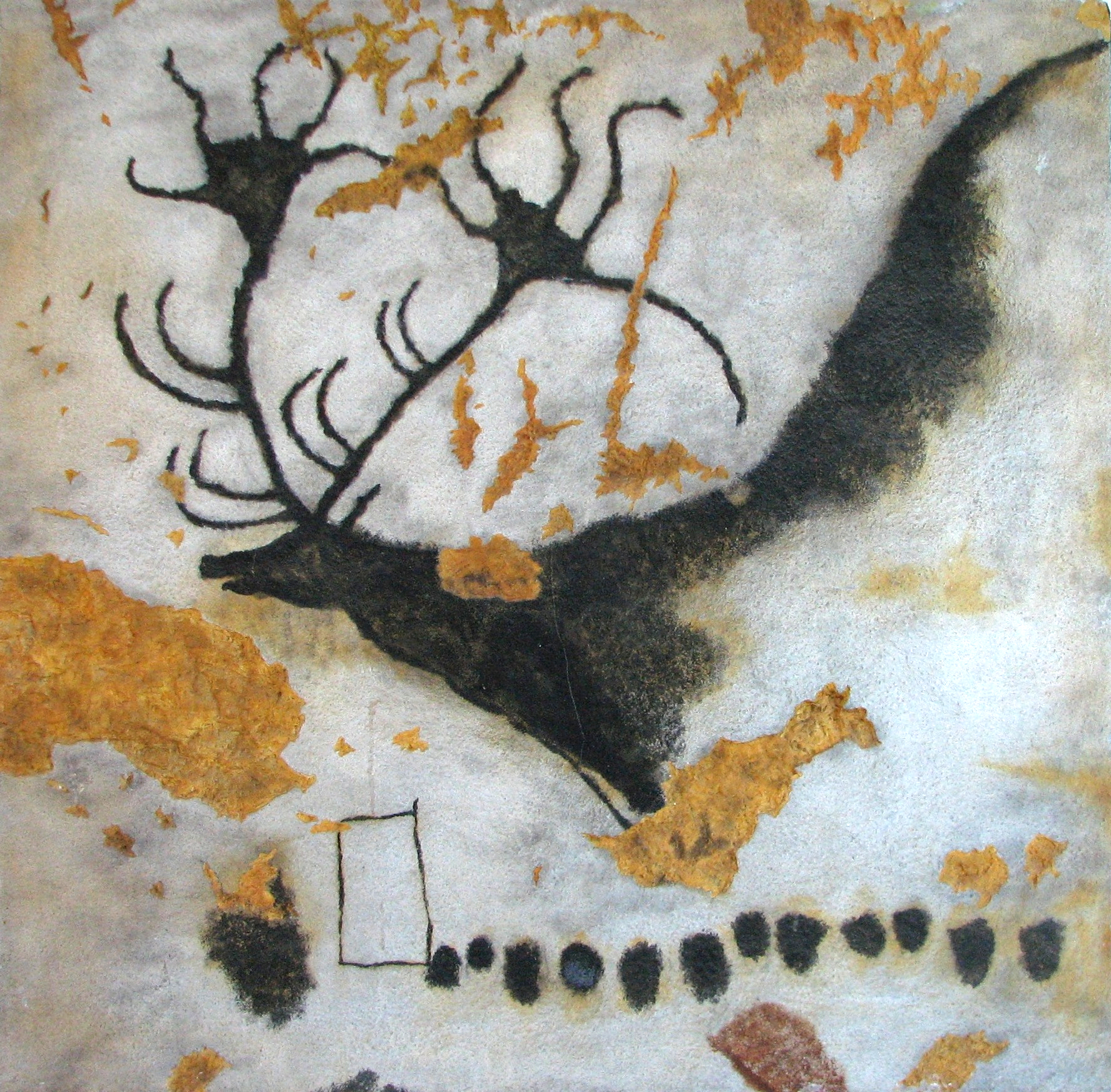
Utilizare timpurie a pigmenţilor.

Din motive religioase ori din porniri artistice, omul preistoric a început de timpuriu să folosească substanțe colorante. La sfârșitul Musterianului, el folosea pentru picturile murale fier oligist, ocru de fier și de mangan, iar pentru negru, grafit și cărbune de lemn, ce erau măcinate în pietre concave și amestecate cu substanțe grase pe o piatră plată. Mai târziu, acești pigmenți au fost utilizați pentru decorarea obiectelor de lut, omul observând că protejau obiectele contra acțiunii degradante a intemperiilor.
Încă de la începuturile civilizațiilor din Orientul Mijlociu și nordul Africii, palatele și templele erau împodobite cu picturi policrome pentru care erau utilizate creta și ghipsul pentru fondul alb; bitumul, funinginea, piroluzitul (minereu de mangan) și silicatul de calciu pentru negru; azuritul sau malachitul (minereu de cupru) pentru albastru; o întreagă gamă de ocru (pământ feruginos) mergând de la galben până la maro închis. Celelalte culori erau obținute prin amestecul acestor pigmenți între ei.

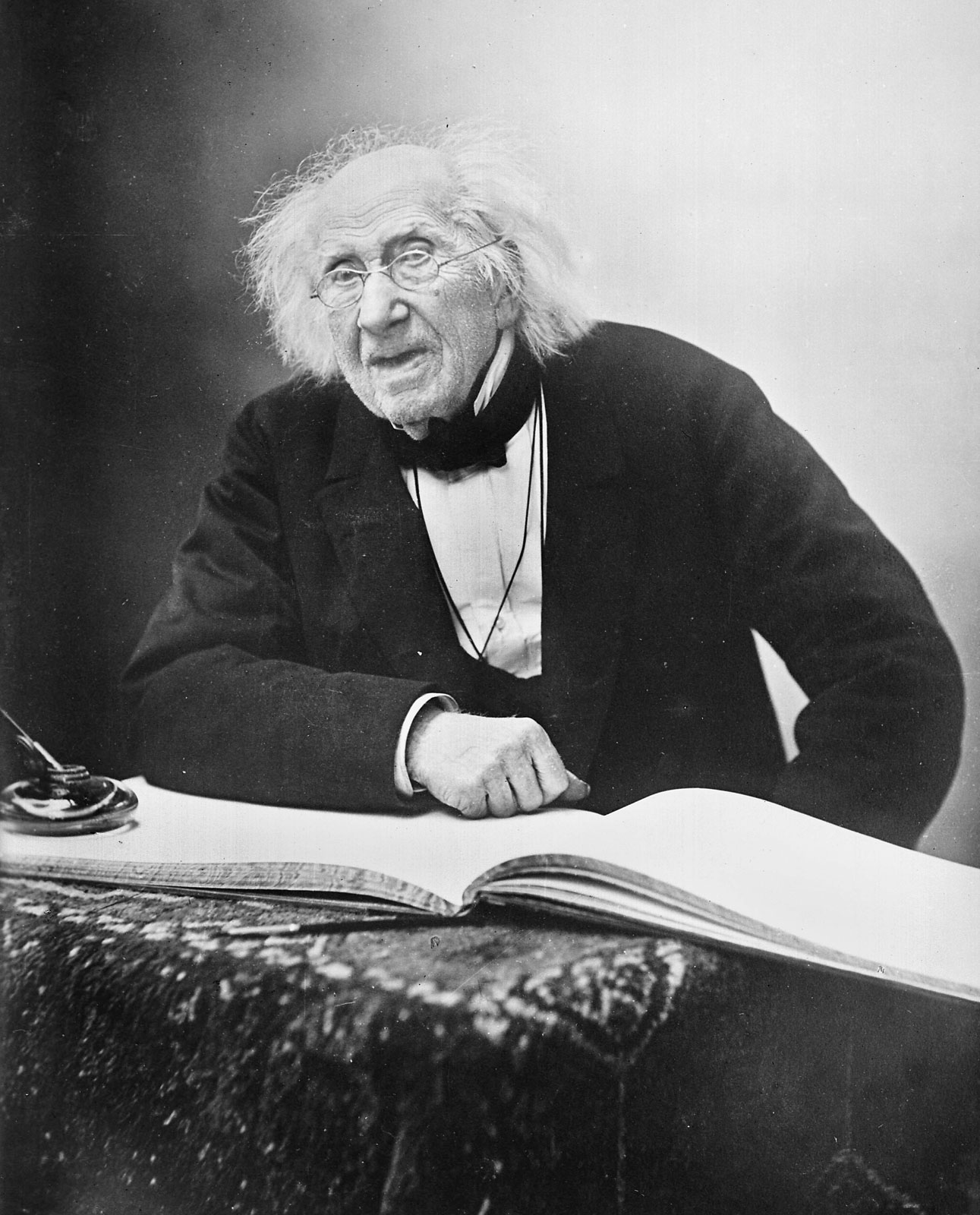
Eugene Chevreul (31 august 1786 – 9 aprilie 1889)

Tehnica utilizată a constat în diluarea pigmenților cu apă în amestec cu un adeziv (ingelatină, gumă arabică etc.), ca mai apoi să fie descoperit uleiul, în special cel de in. Un timp au fost utilizați ca sicativi de bază derivații plumbului, înlocuiți în 1848 de cei ai manganului, în urma cercetărilor lui Eugene Chevreul, chimist francez. Mai recent, a fost utilizat cobaltul, care furniza sicativi foarte puternici, cu proprietatea de a polimeriza uleiul fără să coloreze granulația astfel formată.
Carbochimia și petrochimia, ca și noile rășini sintetice, au revoluționat compoziția vopselelor: la sfârșitul secolului al XIX-lea, spirtul alb a început să înlocuiască terebentina; în perioada interbelică au apărut vopselele celulozice, iar după cel de-al doilea război mondial s-au răspândit vopselele vinilice, acrilice și mai ales cele glicerofaltice.